# Strumaria prolifera
Strumaria prolifera là một loài thực vật có hoa trong họ Amaryllidaceae. Loài này được Snijman mô tả khoa học đầu tiên năm 2005.